# Philippos (Tổng trấn)
Philippos (trong tiếng Hy Lạp Φιλιππoς; mất năm 318 TCN) là một tổng trấn của Sogdiana. Ông là người đầu tiên được Alexandros Đại đế bổ nhiệm vào chức vụ này trong năm 327 TCN. Giống như hầu hết các tổng trấn ở những tỉnh xa xôi nhất khác, ông vẫn giữ được chức vụ của mình trong cuộc phân chia diễn ra sau khi Alexandros qua đời vào năm 323 TCN; nhưng trong cuộc phân chia diễn ra sau đó tại Triparadisos vào năm 321 TCN, ông được nhận chức tổng trấn của Parthia thay thế. Ông vẫn đảm nhiệm chức vụ này cho tới năm 318 TCN trước khi bị Peithon xử tử sau đó khi ông ta cố gắng thiết lập quyền kiểm soát đối với các tỉnh phía đông.